# Abaqa
Abāqā (in mongolo ᠠᠪᠠᠭᠠ ᠬᠠᠨ; Mongolia, 1234 – Hamadan, 1282) fu il secondo Īlkhān di Persia.
Al potere dal 1265, Abāqā (in mongolo Абага, ossia Abaga) era di religione buddista, come suo padre Hūlāgū. Favorì l'elemento cristiano (sua madre era infatti nestoriana) e fu quindi in buoni rapporti con i papi Clemente IV e Gregorio X dando vita ad una alleanza per una progettata azione comune contro i Mamelucchi d'Egitto. I suoi piani però fallirono, perché fu sconfitto più volte da Baybars nei suoi diversi tentativi di conquista della Siria dapprima e dell'Egitto poi.
Abāqā fu ostacolato in questo progetto dalle difficoltà che gli crearono le altre potenze mongole con lui confinanti: il Khanato dei Kipchak, ossia l'Orda d'Oro, e il Khanato chagataide, che gli disputarono un certo numero di territori, alleandosi persino coi Mamelucchi contro gli Ilkhanidi.
Sposò Maria Palaiologina, figlia dell'Imperatore bizantino Michele VIII Paleologo e di una sua amante.